# Pic à gorge jaune
Piculus flavigula
Espèce
Statut de conservation UICN

 LC  : Préoccupation mineure
Le Pic à gorge jaune (Piculus flavigula) est une espèce d'oiseaux de la famille des Picidae.